# Geoffrey Ballard

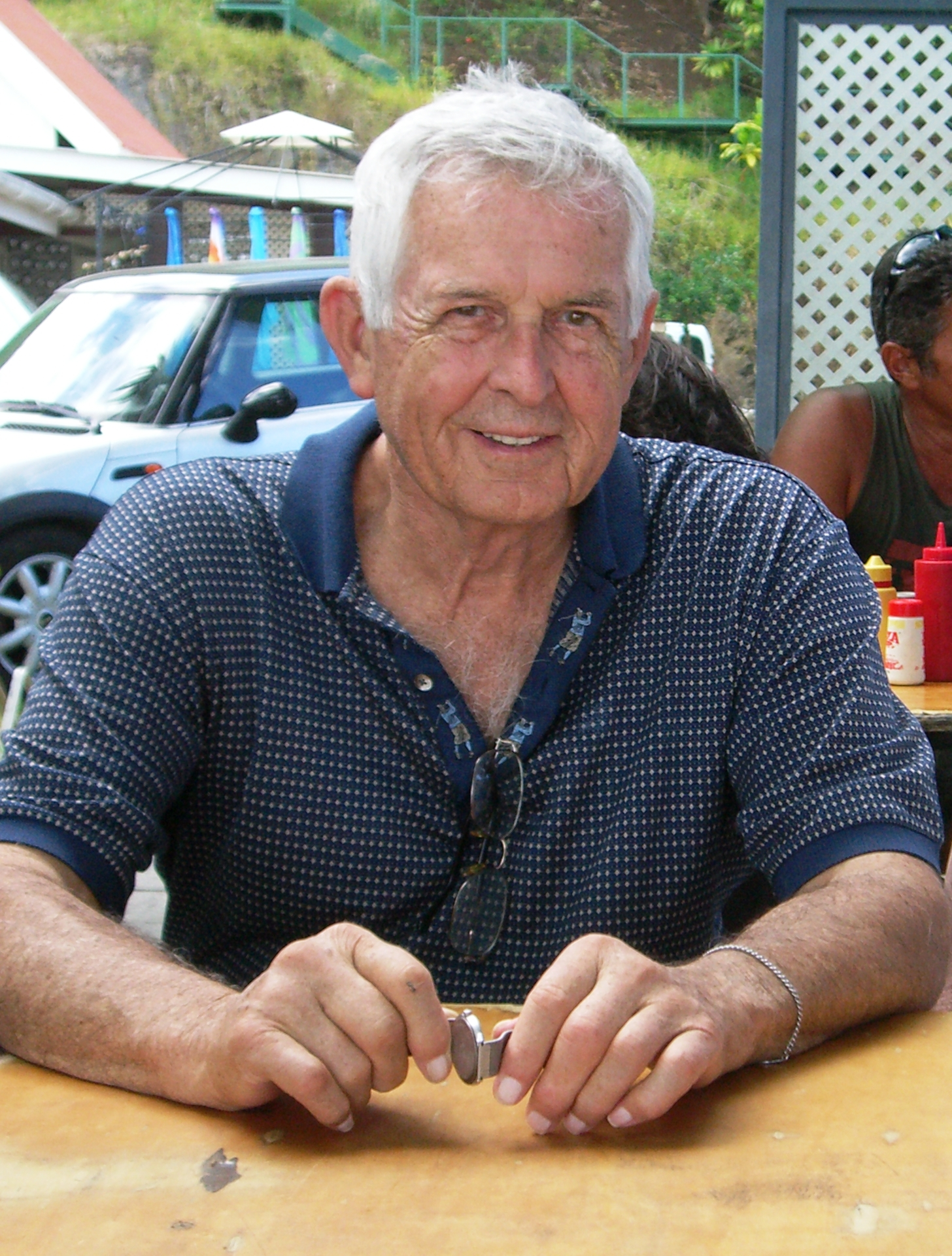
Geoffrey Ballard

Dr. Geoffrey Edwin Hall Ballard, CM, OBC (* 16. Oktober 1932 in Niagara Falls (Ontario); † 2. August 2008 in North Vancouver) war ein kanadischer Geophysiker und Geschäftsmann, der auch als einer der Väter der Polymerelektrolytbrennstoffzelle gilt.
Ballard propagierte schon frühzeitig die Abkehr vom Verbrennungsmotor und gründete 1979 die Firma Ballard Research, aus der später die an der Börse notierte Firma Ballard Power Systems wurde. Die Zeitschrift Time Magazine nannte Ballard 1999 wegen seines Engagements weg vom Verbrennungsmotor hin zur Brennstoffzelle einen „Helden für den Planeten“.